# Mariann
Mariann ist ein weiblicher Vorname und eine weniger gebräuchliche Variante von Marianne.

## Namensträgerinnen
- Mariann Fischer Boel (* 1943), dänische Politikerin
- Mariann Moór (* 1943), ungarische Schauspielerin
- Mariann Sæther (* 1980), norwegische Kanutin
- Mariann Vestbøstad Marthinsen (* 1984), norwegische Sportlerin